# جون أرمور
جون أرمور (بالإنجليزية: John Armour)‏ هو محاضر بريطاني، ولد في 24 ديسمبر 1971 في نوتنغهام في المملكة المتحدة.